# Borda de Porica
La Borda de Porica és una obra de Bausen (Vall d'Aran) inclosa a l'Inventari del Patrimoni Arquitectònic de Catalunya.

## Descripció
La borda de Porica, a prop de la d'Escalèr, fóra força llarga si considerem que es presenta avui migpartida, amb una estructura a la banda de llevant mig caiguda que fa de celda.L'edifici segueix els paràmetres usuals de les bordes de " tet de palha"integrant l'estable en la planta baixa i el paller en el pis superior, amb entrades diferenciades a peu pla que aprofiten un petit coster.L'estructura rectangular, obra de paredat amb cantonades travades, suporta una "charpanta" coberta amb garbes de palla que en el véretx foren reforçades amb dues fileres "d'estartèrs" per banda. La façana principal s'orienta a migdia, paral·lela a la "capièra", i presenta una porta (1,80 x 0,80) de dues fulles horitzantals que faciliten la ventilació del bestiar,així com les petites finestres. La porta que dona al paller se situa sota l'estructura graonada dels "penaus" orientada a ponent (1,50 x 1m) i mab dues fulles verticals;mentre que en el penalèr de l'altre extrem comparteix un empostissat.

## Història
Després de l'incendi que patí Bausen l'any 1787 les teulades de palla foren prohibides de manera reiterada (1871) llevat de determinats casos.